# Guide Star Catalog
Le Guide Star Catalog (GSC), ou Hubble Space Telescope, Guide Catalog (HSTGC), est un catalogue d'étoiles compilé pour le télescope spatial Hubble avec des étoiles de ciblage hors axe. GSC-I contient environ 20 000 000 étoiles de magnitudes 6 à 15. GSC-II contient 945 592 683 étoiles jusqu'à une magnitude de 21. Dans la mesure du possible, les étoiles binaires et les objets non stellaires ont été exclus ou marqués comme ne correspondant pas aux exigences des Fine Guidance Sensors. C'est le premier catalogue du ciel complet créé spécifiquement pour la navigation dans l'espace.